# Bibia Be Ye Ye
"Bibia Be Ye Ye" é uma canção gravada pelo músico inglês Ed Sheeran para ÷ (2017), seu terceiro álbum de estúdio. Aquando do lançamento inicial do disco no Reino Unido, o tema conseguiu fazer uma estreia na tabela oficial de canções dentro das vinte melhores posições.

## Desempenho nas tabelas musicais
| País — Tabela musical (2017)                                | Posição de pico |
| ----------------------------------------------------------- | --------------- |
| Austrália — Top 100 Singles (ARIA Charts)                   | 39              |
| Áustria — Ö3 Austria Top 40                                 | 59              |
| Canadá — Hot 100 (Billboard)                                | 57              |
| República Checa — Singles Digital - Top 100 (FIIF)          | 30              |
| França — Top Singles (SNEP)                                 | 130             |
| Alemanha — Top 100 Singles (GfK Entertainment Charts)       | 52              |
| Irlanda — Singles Top 50 (IRMA)                             | 14              |
| Itália — Top Singoli (FIMI)                                 | 70              |
| Países Baixos — Single Top 100 (MegaCharts)                 | 24              |
| Eslováquia — Singles Digital - Top 100 (FIIF)               | 33              |
| Suécia — Top Singles Top 100 (Sverigetopplistan)            | 56              |
| Reino Unido — Official Singles Chart Top 100 (OCC)          | 18              |
| Estados Unidos — Bubbling Under Hot 100 Singles (Billboard) | 5               |